# Baron Alvingham

Wappen der Barone Alvingham

Baron Alvingham, of Woodfold in the County Palatine of Lancaster, ist ein erblicher britischer Adelstitel in der Peerage of the United Kingdom.
Familiensitz der Barone ist Bix Hall in Henley-on-Thames, Oxfordshire.

## Verleihung
Der Titel wurde am 10. Juli 1929 für den Politiker Robert Yerburgh geschaffen. Er war zuvor als Abgeordneter der Conservative Party für Dorset Süd Mitglied des House of Commons.

## Liste der Barone Alvingham (1929)
- Robert Yerburgh, 1. Baron Alvingham (1889–1955)
- Robert Yerburgh, 2. Baron Alvingham (1926–2020)
- Robert Yerburgh, 3. Baron Alvingham (* 1956)

Titelerbe (Heir apparent) ist der älteste Sohn des aktuellen Titelinhabers Hon. Robert Yerburgh (* 1983).